# USNO-A1.0
USNO-A1.0 (англ. U. S. Naval Observatory A1.0 catalogue) — каталог астрометрических стандартов, созданный в Военно-морской обсерваторией США.
Каталог содержит координаты 488 006 860 источников, на основании которых можно создать астрометрическую систему отсчёта. USNO-A был создан в Флагстаффской обсерватории, подразделении Морской обсерватории США, в процессе сканирования и обработки пластинок O и E Паломарского Обзора Неба, пластинок англ. UK Science Research Council SRC-J survey и пластинок обзора Южной европейской обсерватории (англ. European Southern Observatory survey или ESO-R).
Каталогизация производилась в автоматическом режиме. Для исключения обнаружения несуществующих объектов необходимо было, чтобы положение источника совпадало на двух пластинках «красного» и «голубого» обзоров с точностью до 2 секунд дуги. Источники со склонением больше −30° брались из Паломарского обзора, а со склонением меньше −30° — из SRC-J или ESO-R.
| В качестве координат источников в USNO-A используются прямое восхождение и полярное расстояние, приведённые к эпохе J2000. Координаты источников даны с ошибкой 0,25 секунд дуги, а ошибка фотометрии — 0,25 звёздной величины. После составления каталога к нему был добавлен каталог опорных звёзд (англ. Guide Star Catalog) до 11m, по которым проводилось картирование. Это было сделано для того, чтобы объединить в одном каталоге максимальное число источников. Хотя UNSO-A.1 покрывает всё небо, однако есть незаполненные области вблизи ярких звёзд, туманностей или плотных скоплений. | \| Цвет \| Предельная звёздная величина \| \| ---- \| ---------------------------- \| \| O \| 21 \| \| E \| 20 \| \| J \| 22 \| \| F \| 21 \| |
| Цвет | Предельная звёздная величина |
| O | 21 |
| E | 20 |
| J | 22 |
| F | 21 |

Каталог USNO-A1.0 был заменён каталогом USNO-A2.0, который, в свою очередь, заменён каталогом USNO-B1.0.